# موسنای
موسنای (به فرانسوی: Mosnay) یک کمون در فرانسه است که در اندر واقع شده‌است. موسنای ۲۵٫۲۸ کیلومتر مربع مساحت و ۴۷۵ نفر جمعیت دارد و ۱۶۹ متر بالاتر از سطح دریا واقع شده‌است.